# Girolamo Montesardo
Girolamo Melcarne Montesardo (fl. 1606 – c.1620) fue un cantante y compositor italiano. A pesar de que su apellido era realmente Melcarne, fue llamado Montesardo debido a su lugar natal, un pequeño pueblo en la Provincia de Lecce. Trabajó como cantante en la Basílica de San Petronio en Bolonia, como maestro di capella en Fano y en la Catedral de San Ciriaco en Ancona. Sus primeras obras existentes se publicaron en Florencia en 1606.
Es famoso por su descripción en Nuova inventione del uso del alfabeto en la notación de acordes para el rasgueado de la guitarra de cinco órdenes, que aseguraba haber inventado, pero que probablemente estaba siendo usado en España algún tiempo antes de eso. Este estilo de tablatura fue bastanta popular en Italia durante el siglo XVII. Nuova inventione aportó la tablatura para algunas de las más populares canciones y patrones armónicos de la época, incluyendo el Ruggiero, la bergamasca, la folía y el Ballo del gran duca, siendo además la primera publicación italiana en incluir la Chacona y la passacaglia.
En términos de música original, Montesardo compuso principalmente música sacra polifónica y madrigales. Experimentó también con la monodia y publicó una colección de monodias que incluían sus propios experimentos y obras de Jacopo Peri y Giulio Caccini.